# Little by Little (chanson d'Oasis)
Pour les articles homonymes, voir Little by Little.
Singles de Oasis
Stop Crying Your Heart Out
(2002) Songbird
(2002)
Pistes de Heathen Chemistry
Songbird A Quick Peep
Little by Little est un morceau du groupe de rock anglais Oasis, sixième piste et troisième single de leur cinquième album studio Heathen Chemistry. Sorti le 23 septembre 2002 au Royaume-Uni, il est arrivé en 2e position des charts anglaises. Little by Little a été le seul single de Oasis publié dans un single à double face-A, puisque le single She Is Love a également été publié avec ce dernier. A été utilisée notamment dans la bande originale d'un épisode de Cold Case.

## Liste des titres
- CD International, Vinyle 7" & Vinyle 12"

1. Little by Little - 4:54
2. She Is Love - 3:11
3. My Generation (Enregistré aux Maida Vale Studios de la BBC, 20 janvier 2000) - 4:05 (Absent sur le Vinyle 7")

- DVD International

1. Little by Little - 5:02
2. Little by Little (Démo) - 4:55
3. 10 Minutes Of Noise And Confusion, Part. III (Documentaire d'un concert à Finsburry Park, à Londres, le 7 juillet 2002) - 8:31

- CD

1. Little by Little - 4:54
2. My Generation - 4:05
3. Columbia (Live à Barrowlands, Glasgow, le 13 octobre 2001) - 5:07
4. Little by Little (Vidéo Live à Finsburry Park, Londres, le 7 juillet 2002) - 4:53